# Amburana acreana
Amburana acreana es una especie fanerógama de árbol  de las leguminosas, en la familia de las fabáceas.
Es originaria de Bolivia, Brasil y Perú. Está considerada en peligro de extinción por la pérdida de hábitat.

## Taxonomía
Amburana acreana fue descritas por (Ducke) A.C.Sm. y publicado en Tropical Woods 62: 30. 1940.
Sinonimia
- Torresea acreana Ducke[3]